# Oxytropis alpina
Oxytropis alpina är en ärtväxtart som beskrevs av Aleksandr Andrejevitj Bunge. Oxytropis alpina ingår i släktet klovedlar, och familjen ärtväxter. Inga underarter finns listade i Catalogue of Life.